# Rey Dao de Zhou
El Rey Dao de Zhou (en chino, 周悼王; pinyin, Zhōu Dào Wáng), o Rey Tao de Chou, fue el vigésimo quinto rey de la Dinastía Zhou de China, y el decimotercer rey de la Dinastía Zhou Oriental. Su nombre de pila era Měng.
Dao sucedió a su padre, el Rey Jing de Zhou, y el trono pasó luego a su hermano, el Rey Jing de Zhou (Gai), tras su muerte. El rey Dao fue asesinado por su hermano Wang Zichao 王子朝, por lo que su reinado fue muy corto, solo de dos meses. 

## Problemas sucesorios
El rey Jing, había nombrado heredero al príncipe Sheng, pero éste murió prematuramente, por lo que Jing quedó indeciso por la elección de sucesor. Justo, antes de morir, expresó su deseo de que el príncipe Chao ocupara su puesto, cuando él muriera, pero murió antes de formalizarlo. 
Como el rey había muerto sin nombrar oficialmente a su heredero, los oportunistas aprovecharon para colocar a su hombre de paja en el trono, mientras que los intrigantes movían sus hilos entre bastidores en difíciles negociaciones. Estas intrigas desembocaron en violentas luchas de poder en el seno de la corte y de la familia real. Varios partidos se formaron, y de ellos, la facción más decidida fue la del príncipe Chao.

## Reinado
A falta de nombramiento oficial de sucesor, fueron los ministros los encargados de nombrar al siguiente rey. Seis ministros Zhou eligieron al príncipe Meng para ceñir la corona. Fue coronado rápidamente, para poner fin a las intrigas de la corte, pero sin éxito, ya que las intrigas continuaron, a pesar de todo, y el príncipe Chao reivindicó el trono.

## Asesinato
El príncipe Chao continuó intrigando para usurpar el trono, y planeando asesinar a su hermano. Finalmente, puso en marcha su plan, y el 12 de noviembre de 520 a. C., el rey Dao fue asesinado.